# Sommet du G8 de 2001
Pour un article plus général, voir Sommet du G8.

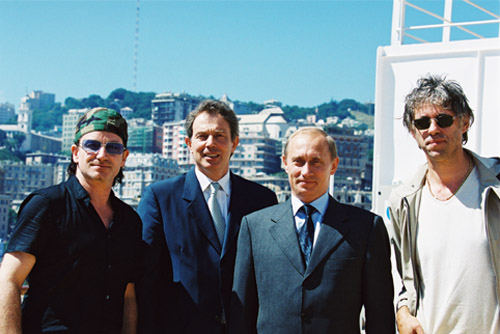
Vladimir Poutine et Tony Blair entourés de Bono et Bob Geldof, en marge du sommet.

Le sommet du G8 2001, 27e réunion du G8, réunissait les dirigeants des 7 pays démocratiques les plus industrialisés et la Russie, ou G8, du  20 au 22 juillet 2001, dans la ville italienne de Gênes.
Il a été marqué par des manifestations opposant les forces de l'ordre et de nombreux manifestants s'inscrivant majoritairement dans la mouvance altermondialiste. De violents affrontements se sont soldés par la mort d'un manifestant, Carlo Giuliani, et ont conduit à des violences policières condamnées par la justice dans l'affaire dite de l'école Diaz. Il s'agit du dernier sommet tenu au sein d'une grande ville, les membres G8 ayant décidé, en raison des évènements ainsi que des attentats du 11 septembre 2001, de tenir désormais leurs réunions dans des endroits moins accessibles.

## Objectifs
Le thème principal du sommet est la réduction de la pauvreté. Les sujets en discussion lors des assemblées comprennent une évaluation de l'initiative du HIPC et l'éventualité de l'annulation de la dette des pays les plus pauvres. Sont également abordé la fracture mondiale numérique, l'environnement et la sécurité alimentaire. Bien que le sommet principal se soit déroulé du 20 au 22 juillet, le rendez-vous a été précédé d'un G8 des ministres des Affaires étrangères et des Finances, le 18 et le 19 juillet.

## Participants
| Participants au G8            |                  |                   |                                       |
| Membre                        | Membre           | Représenté par    | Fonction                              |
| Drapeau du Canada             | Canada           | Jean Chrétien     | Premier ministre                      |
| Drapeau de la France          | France           | Jacques Chirac    | Président                             |
| Drapeau de l'Allemagne        | Allemagne        | Gerhard Schröder  | Chancelier                            |
| Drapeau de l'Italie           | Italie           | Silvio Berlusconi | Président du Conseil                  |
| Drapeau du Japon              | Japon            | Junichiro Koizumi | Premier ministre                      |
| Drapeau du Royaume-Uni        | Royaume-Uni      | Tony Blair        | Premier ministre                      |
| Drapeau de la Russie          | Russie           | Vladimir Poutine  | Président                             |
| Drapeau des États-Unis        | États-Unis       | George W. Bush    | Président                             |
| Drapeau de l’Union européenne | Union européenne | Romano Prodi      | Président de la Commission européenne |
| Drapeau de l’Union européenne | Union européenne | Guy Verhofstadt   | Président du Conseil européen         |

## Décisions
Le sommet est l'occasion d'une présentation opérationnelle d'un Fonds mondial de la santé.
Le sommet a notamment donné lieu :
- À un plan pour l'Afrique, lui-même préparatoire d'un « plan d'action concret » devant être approuvé lors du 28e sommet du G8 prévu au Canada l'année suivante. Ce plan devait être réalisé avec des partenaires africains et des instances internationales (les Nations unies, la Banque mondiale et le Fonds monétaire international), ainsi qu'à travers de nouvelles négociations au sein de l'OMC[4].
- Une déclaration sur les « questions régionales » les plus brulantes : la République de Macédoine et la Corée du Nord[5].
- Une déclaration sur le Moyen-Orient soutenant la mise en œuvre du rapport Mitchell sur le Moyen-Orient[6].

## Contestation et contre-sommet

### Genoa Social Forum
En marge de ce sommet, se sont déroulés des « contre-sommets anti-G8 » pour dénoncer les accords pris lors de ce sommet, notamment l'annulation de toute protection économique des pays souverains, mais surtout alerter sur les évidentes conséquences de cette politique c'est-à-dire :
- délocalisation des entreprises qui auront davantage de gains dans des pays en voie de développement ou la main d'œuvre est exploitée à moindre coût  ;
- conséquent apauvrissement des peuples à avantage d'une minorité d'industriels et la concentration des capitales ulra multipliées

### Manifestations
- Le jeudi 19, la manifestation pacifique pour les droits des migrants.
- Le vendredi 20, les manifestations dispersées partout en ville en vue de perturber le sommet donnent lieu à de très violentes émeutes.
- Le samedi 21, la grande manifestation unitaire rassemblant 300 000 personnes, finit en bataille rangée avec la police et les plus radicaux des manifestants.

### Émeutes et victimes
Au terme de trois jours d'émeute et de répression, le bilan est de un mort (Carlo Giuliani), 600 blessés du côté des manifestants, près de 200 voitures brûlées, des dizaines de banques, stations essences, agences immobilières et autres symboles du capitalisme vandalisés, etc[réf. nécessaire].

### Événements de l'école Diaz et de la caserne de Bolzaneto
Le dimanche 22, se déroule un violent assaut des forces de l'ordre sur l'école Diaz qui abritait le centre de convergence des médias alternatifs, afin de détruire les preuves des violences de la police[réf. nécessaire]. 307 manifestants qui dormaient à l'école Diaz sont arrêtés puis séquestrés pendant trois jours par des policiers et carabiniers à la caserne de Bolzaneto et y subissent de nombreux sévices physiques, violences et humiliations, y compris à caractère sexuels,,.
Marco Poggi, un infirmier cité au procès, affirme : « J'ai vu des détenus giflés, frappés à coups de poing ou de tête contre le mur. Pour certains, c'était un vrai lynchage. J'ai assisté à des choses que je croyais inimaginables. Pendant des jours, je me suis tu, puis j'ai fait la chose la plus juste… ».
Au total, l'association Amnesty International relate que, sur les 93 personnes arrêtées au cours du raid nocturne sur le bâtiment scolaire : « Au moins 62 d’entre elles ont été blessées : 31 ont été emmenées à l’hôpital, dont trois dans un état critique. Certaines suivent encore un traitement médical (à la date d'avril 2005) ».
Si la police italienne a longtemps fait corps pour taire ces évènements, Michelangelo Fournier, officier de police et ex-adjoint au préfet de police de Rome, a reconnu en octobre 2007 des violences graves, affirmant même : « Cela ressemblait à une boucherie ».
Lors du procès de mars 2008, sept ans plus tard, des peines pour un total de soixante-seize ans et quatre mois à l'encontre de 44 inculpés sont requises. Quinze policiers, onze carabiniers, vingt-et-un agents pénitentiaires et médecins sont accusés d'abus de pouvoir, de violences privées, d'injures ou encore de coups. Finalement, le 14 juin 2013, la Cour de cassation confirme uniquement sept condamnations, les autres accusés ayant vu leurs peines prescrites ou ayant été relaxés.